# Protea subvestita
Protea subvestita är en tvåhjärtbladig växtart som beskrevs av Nicholas Edward Brown. Protea subvestita ingår i släktet Protea och familjen Proteaceae. Inga underarter finns listade i Catalogue of Life.